# L'incredibile Hulk (serie animata 1996)
L'incredibile Hulk (in originale The Incredible Hulk per la prima stagione e The Incredible Hulk and She-Hulk per la seconda) è una serie televisiva a cartoni animati basata sul fumetto omonimo della Marvel Comics. La serie è stata prodotta nel 1996 dalla Genesis Entertainment e dai Marvel Studios, e si compone di due stagioni per un totale di ventuno episodi da 22 minuti l'uno. In originale la voce di Hulk è di Lou Ferrigno, storico interprete del personaggio nell'omonima serie TV. Nella serie appaiono anche i personaggi di She-Hulk e Doc Samson, mentre ci sono numerose guest-star dall'universo Marvel tra i quali Iron Man, War Machine, Thor, il Dottor Strange, Ghost Rider e i Fantastici Quattro (Mister Fantastic, la Donna Invisibile, la Torcia Umana e la Cosa).

## Trama
Il dottor Robert Bruce Banner è un fisico nucleare che lavorava ad un progetto segreto dell'esercito statunitense. Al momento dell'esperimento, il giovane Rick Jones si introduce nel luogo dell'esperimento, un deserto nel cuore del Nuovo Messico, spingendo così Banner ad intervenire per salvare il ragazzo. Investito, al posto di Rick, dai raggi gamma prodotti dall'esplosione, il dottore divenne un gigante dalla pelle color verde, praticamente invulnerabile ed estremamente rissoso: Hulk. Bruce cerca disperatamente una cura, ma ogni suo sforzo viene interrotto dal suo nemico mortale: Leader, un personaggio crudele che vuole la forza di Hulk per i suoi scopi personali. Ad aiutare Bruce ci sono la fidanzata Betty Ross, Doc Samson e Rick Jones.
Durante la fine della prima serie, Bruce e Hulk vengono divisi, ma ben presto capiscono che non possono rimanere divisi. Durante il secondo esperimento, Rick cade nel liquido contenente Hulk, assumendone i poteri, mentre Bruce cambia colore diventando l'Hulk Grigio.

## Personaggi
- Robert Bruce Banner / Hulk / Hulk Grigio: è uno scienziato e medico, vittima dei raggi gamma. Se in preda a sentimenti come la rabbia o la paura, si trasforma in un gigante verde con una forza fenomenale e una mente infantile. A causa di ciò, cercherà per molto tempo di trovare un modo per liberarsi del suo incontrollabile alter ego. È perseguitato dal generale Ross, che lo ritiene un pericolo pubblico, e da Leader, che vuole avere la sua forza. Dalla seconda stagione, quando è arrabbiato, Banner può trasformarsi anche in una versione grigia di Hulk chiamata Hulk Grigio o Joe Fixit.
- Rick Jones: è un ragazzo che venne salvato da Banner quando esplose la bomba ai raggi gamma. Preso dai sensi di colpa per essere responsabile della condizione di Bruce, cercherà di aiutarlo anche quando è Hulk (essendo l'unico, all'infuori di Betty Ross, che il gigante verde considera suo amico). A causa di un incidente, diventa un secondo Hulk.
- Betty Ross: è una giovane scienziata, collega e fidanzata di Banner, e l'unica figlia del generale Ross. Inizialmente è l'unica persona, insieme a Rick Jones, che sia in grado di calmare la furia distruttrice di Hulk.
- Jennifer Walters / She-Hulk: è la cugina di Banner, una avvocatessa penale che, attraverso una trasfusione di sangue irradiato del parente, viene trasformata in una versione femminile di Hulk, ma più simpatica e in grado di controllarsi. Nella seconda stagione ricopre il ruolo di protagonista femminile.
- Doc Samson: psichiatra e supereroe, volontariamente esposto a raggi gamma. A differenza di Hulk, il suo aspetto e la sua personalità sono meno influenzati.
- Thaddeus "Thunderbolt" Ross: un generale dell'esercito americano, padre di Betty Ross e acerrimo inseguitore di Banner, intenzionato a distruggere Hulk, ritenendolo un pericolo per la pubblica sicurezza.
- Samuel Sterns / Leader: un altro acerrimo nemico di Banner. Era un uomo normale, ma un incidente con i raggi gamma lo ha trasformato in un criminale super intelligente. Vuole avere anche la forza di Hulk per rendersi invincibile.
- Yuri Topolov / Gargoyle: è l'assistente di Leader, anch'egli un uomo normale che ha subito mutazioni da raggi gamma, trasformato in un omino deforme con la pelle grigia. Nella seconda stagione, sviluppa un'infatuazione per She-Hulk.
- Emil Blonsky / Abominio: è un altro aiutante di Leader, più simile a Hulk per aspetto e stazza, ma dotato di maggiore autocontrollo. È il più possente dei nemici ricorrenti di Hulk.
- Victor Von Doom / Dottor Destino: è il sovrano di Latveria, grande scienziato e potente stregone, che indossa un'armatura, una maschera metallica e un burnus. In questa serie non è alle prese con i Fantastici Quattro.

## Doppiaggio
| Personaggio                 | Doppiatore originale                                    | Doppiatore italiano |
| --------------------------- | ------------------------------------------------------- | ------------------- |
| Robert Bruce Banner         | Neal McDonough                                          | Marco Balzarotti    |
| Hulk Verde                  | Lou Ferrigno                                            | Marco Balzarotti    |
| Hulk Grigio                 | Michael Donovan                                         | Marco Balzarotti    |
| Rick Jones                  | Luke Perry                                              | Simone D'Andrea     |
| Betty Ross                  | Genie Francis (stagione 1) Philece Sampler (stagione 2) | Cristina Giolitti   |
| Jennifer Walters / She-Hulk | Liza Zane (stagione 1) Cree Summer (stagione 2)         | Dania Cericola      |
| Doc Samson                  | Shadoe Stevens                                          | Patrizio Prata      |
| Thunderbolt Ross            | John Vernon                                             | Maurizio Scattorin  |
| Samuel Sterns / Leader      | Matt Frewer                                             | Gianluca Machelli   |
| Gargoyle                    | Mark Hamill                                             | Marco Pagani        |
| Abominio                    | Richard Moll                                            | Luca Bottale        |
| Gabriel Jones               | Thom Barry                                              | Stefano Albertini   |
| Dottor Destino              | Simon Templeman                                         | Stefano Albertini   |

## Episodi
| Stagione         | Episodi | Prima TV Stati Uniti |
| ---------------- | ------- | -------------------- |
| Prima stagione   | 13      | 1996-1997            |
| Seconda stagione | 8       | 1997                 |